# Alin Dobrosavlevici
Alin Dobrosavlevici (n. 21 octombrie 1994, Moldova Nouă, Caraș-Severin, România) este un fotbalist român, care joacă pe post de fundaș la Sepsi în Liga a II-a. Pe plan internațional, are prezențe la națională pentru România Sub-19.